# Guarea cartaguenya
Guarea cartaguenya  es una especie de planta con flor en la familia de las Meliaceae. 

## Distribución y hábitat
Es endémica de Ecuador y de Colombia. Esta especie es conocida de pocos colecciones, se encuentra en la base de las laderas de los Andes orientadas al Pacífico,  se producen en la localidad tipo en el Valle, Colombia, y en Los Ríos, Ecuador.

## Taxonomía
Entandrophragma angolense fue descrita por José Cuatrecasas Arumí y publicado en Fieldiana, Botany 27(1): 70. 1950.